# 基隆東岸商場爭議

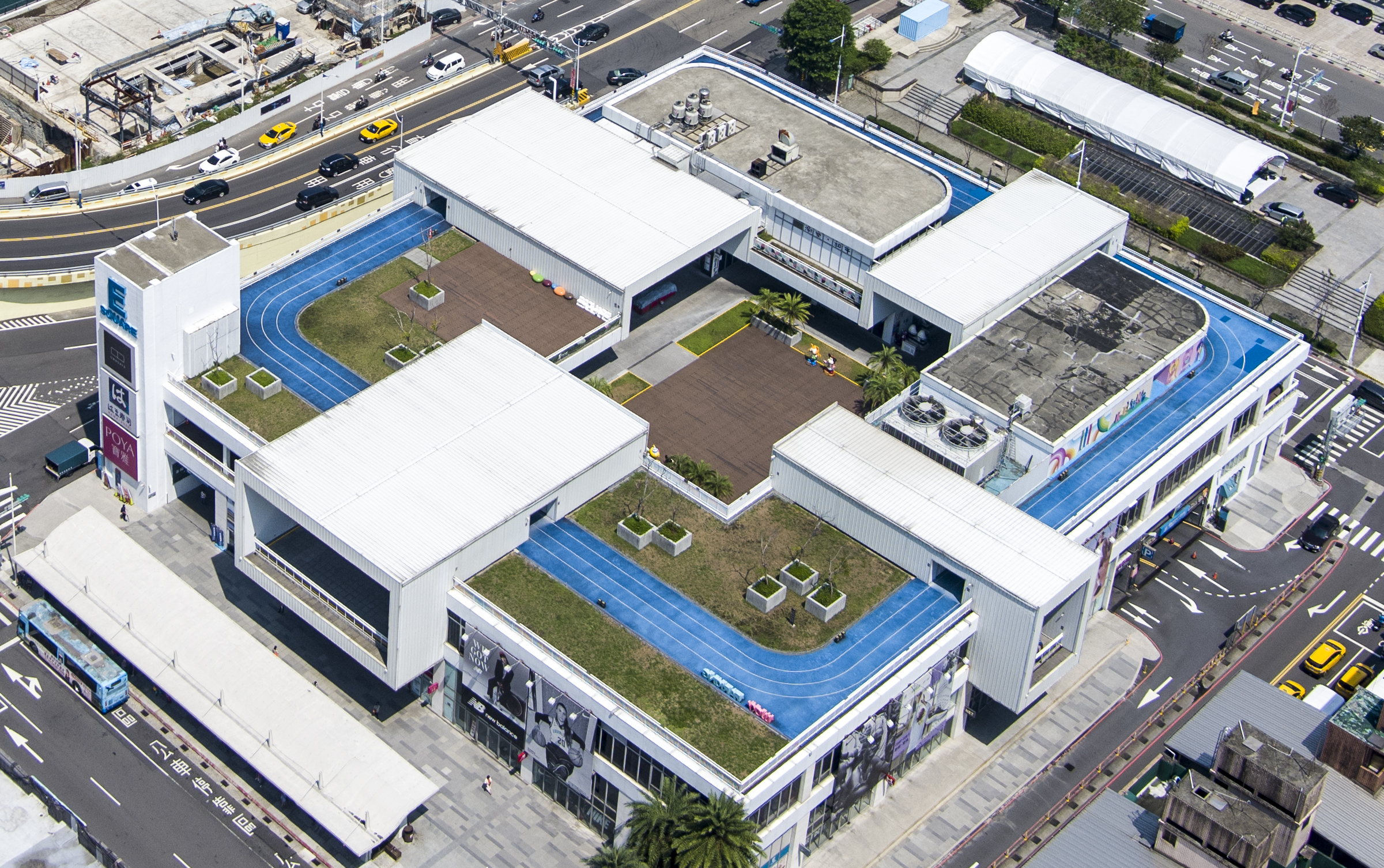
基隆東岸商場空拍

基隆東岸廣場自2016年起由大日開發公司與基隆市政府簽約經營。2024年基隆市政府重新公開招標，經評選後由微風集團得標。然而基隆市政府將委外經營權轉交時，先前與大日公司簽約的NET主張擁有東岸廣場擴建部份的產權，兩者從而發生產權糾紛。截至2024年10月，財政部與法院皆駁回NET的主張。
2024年2月，基隆市政府對東岸廣場的NET擴建部份強制換鎖，令爭議浮上公眾檯面。主導2024年基隆市市長謝國樑罷免案的山海公民拆樑行動在罷免理由中，就提及東岸商場爭議。大日公司與NET主富公司也對基隆市政府發起多項訴訟與異議。

## 背景

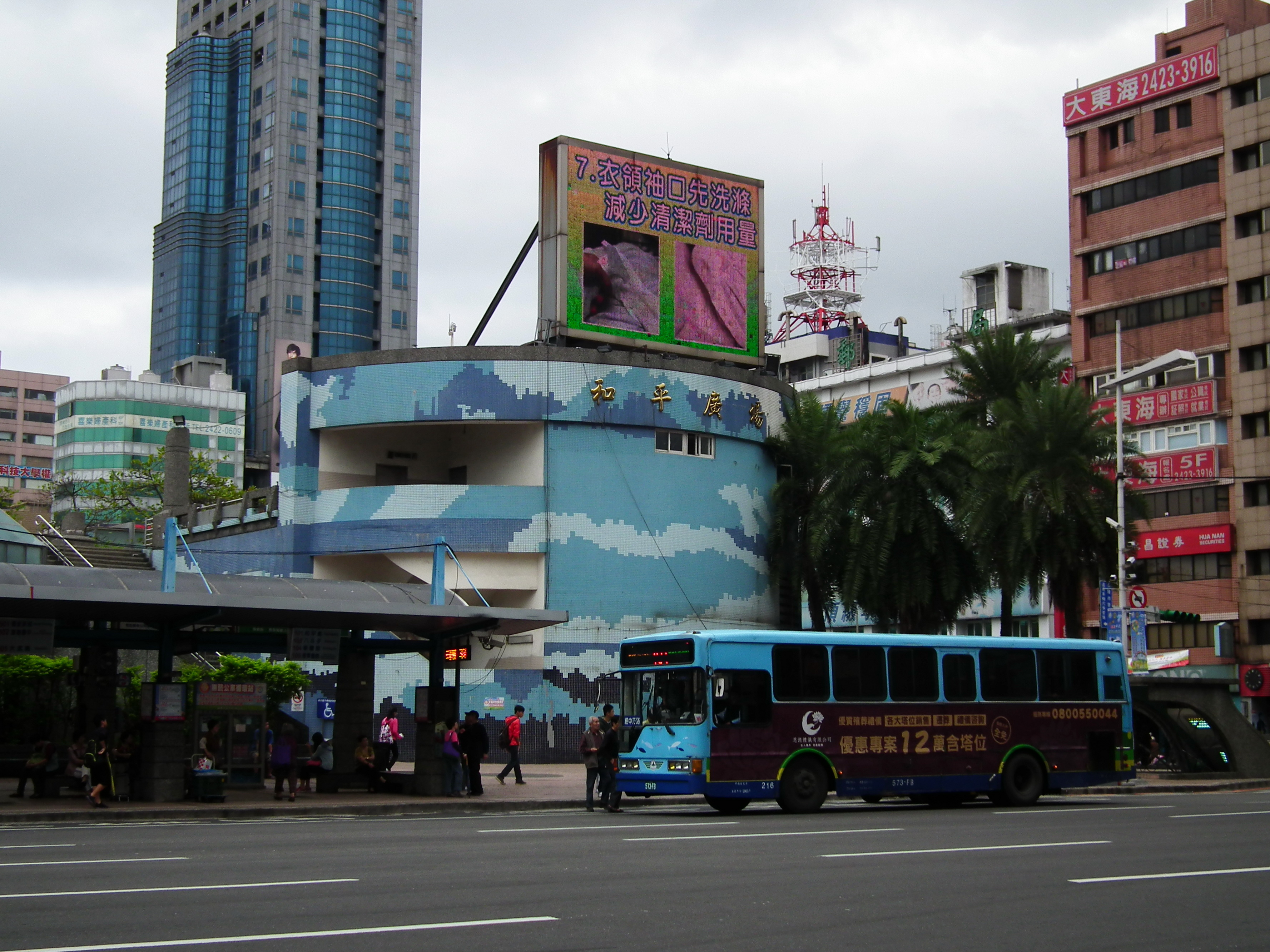
東岸廣場前身和平廣場

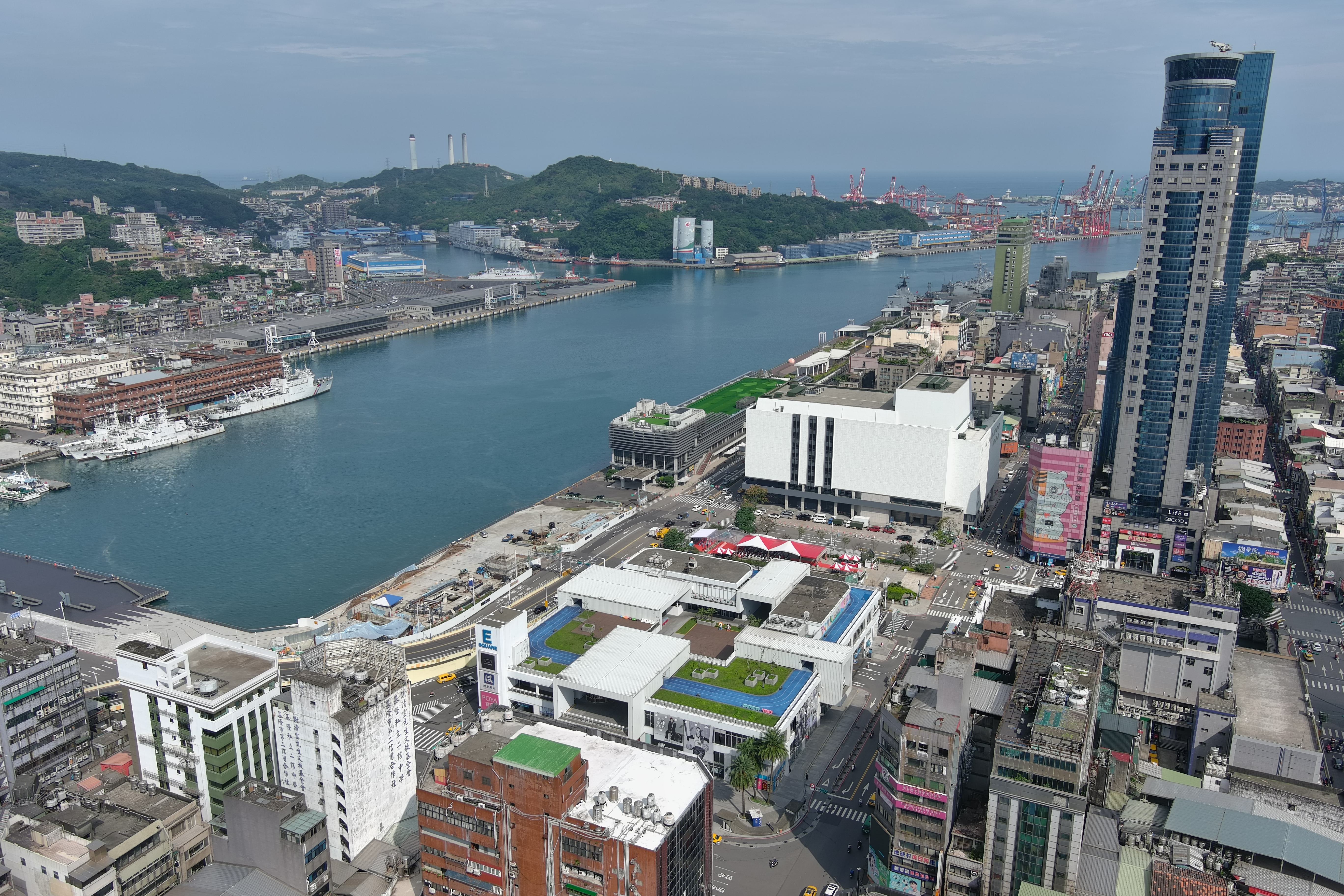
位於基隆港東岸的東岸商場，鄰近基隆文化中心與元邦皇冠商業大樓

東岸廣場原為基隆港水域，後被填海、整理後變成停車場。1998年，基隆港務局有償撥用予基隆市政府，而基隆市政府後蓋了一立體停車場，於2000年8月動工，三年後正式啟用。停車場頂樓被命名為「和平廣場」。但因後續環境維護不佳，髒亂使民眾避而遠之。2016年，上任一年餘的基隆市市長林右昌推動其改造工程，並更名「基隆東岸廣場」。
2016年，基隆市政府將基隆東岸廣場以OT模式（營運、移轉）交由大日開發公司經營。東岸商場最初僅有1樓及停車場，以OT案（營運 Operate-移轉Transfer）方式發標，但當時大日公司作為「二房東」再與NET簽下租賃契約，並以減免租金方式協助NET興建2樓至4樓商場。隨後，大日公司並與NET母公司主富服裝公司簽約，將廣場1、2樓的商場交由其營運。合約持續10年，且若大日公司不再擁有車場營運權，雙方視同終止合約。
當時市議員呂美玲、鄭林清良、藍敏煌皆提出適法性質疑林右昌市府，認為市政府依照「促進民間參與公共建設法」規定用OT案招標，卻以ROT案的內容和業者簽訂合約，質疑程序不合法，交旅處長李綱解釋，停車場本身就擁有商場等多目標功能，因此東岸停車場雖然是以OT案招標，但實際上卻享有ROT的精神。

## 事件經過
2022年，林右昌市府官員因涉嫌洩漏其他廠商投標文件內容，護航得標廠商大日開發公司遭到收押，因此謝國樑市府決定取消其優先續約資格，並決定重新公開招標，經評選後由微風集團得標。但同樣有投標NET認為競標時其提供的條件較好，不滿審議結果向財政部提出異議，但遭到財政部駁回。

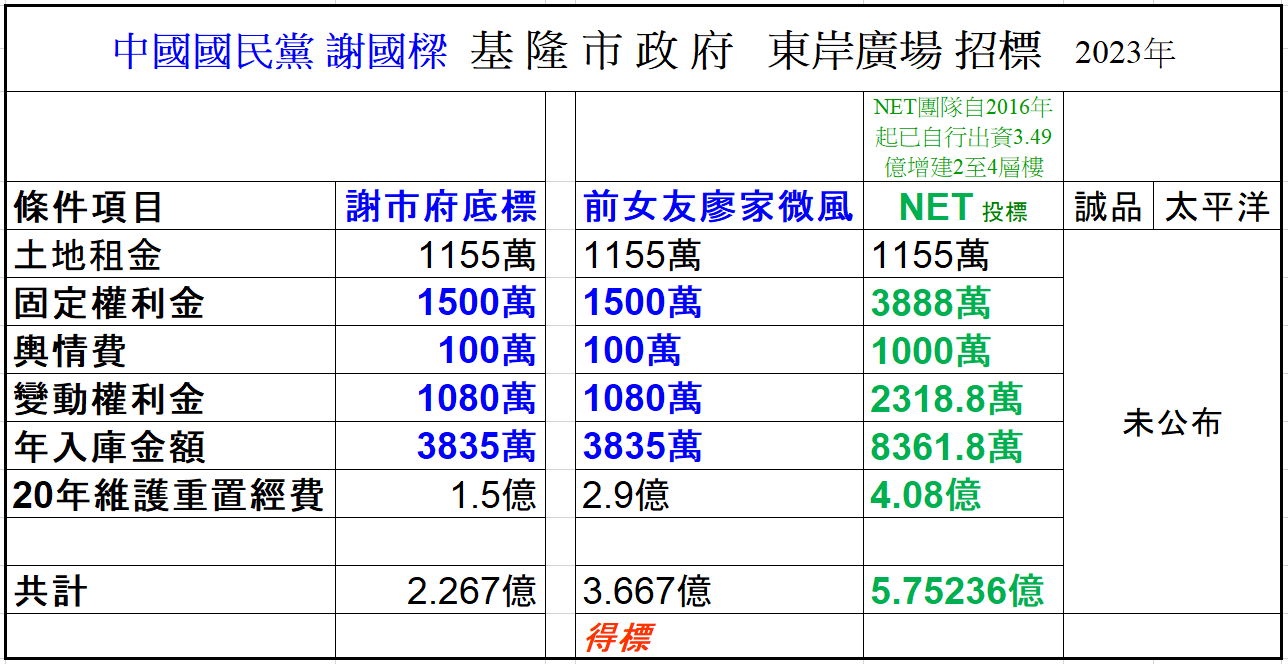
NET於2024.3.11公布謝國樑市政府東岸廣場招標數據

財政部認為僅憑NET提供資料並不能證明其在該項目應得最高分，並且此部分應該是甄審委員的專業經驗及判斷，所以無法進而推論甄審結果對NET不公平。但仍遭部分網友與民進黨議員等質疑謝國樑圖利前女友廖曉喬家的微風廣場

### 2024年
2024年1月31日，基隆市政府與大日公司的合約到期，市府依照契約第12條規定「如逾期未依本契約返還（移轉）、點交營運資產或撤離人員者」開始點交東岸商場或撤離人員者，甲方得逕行收回土地、建築物及各項設備，乙方不得異議。」，但NET主張擁有2到4樓建物產權，拒絕點交。由於點交期間，商場部分遭鎖起，市府使用警察破門，引發產權爭議而進行法律訴訟。
NET主張2016年時投入近3億元投資東岸廣場改造案，基隆市政府只有1樓到地下4樓的產權，無2至4樓產權，故不應將此地任意交付第三者。NET委任律師稱，NET已於2023年12月時向基隆地方法院提出確認所有權訴訟。
2月1日，基隆市交通處處長王圳宏等人率領十多名警員，對NET聲稱持有的2至4樓建物進行強制換鎖，商場於該日隨後被點交給微風廣場。NET認為基隆市政府在缺乏法院命令下就進行點交屬強行侵入，故提起訴訟，控告基隆市長謝國樑與交通處處長王圳宏等人涉及強盜、毀損、無故侵入他人建物等刑事告訴 。
2月5日，基隆市政府向基隆市政府所屬的地政事務所聲請產權移轉登記，20日NET提產權登記異議，基隆地政所駁回。同日，基隆地檢署分「他字案」，將謝國樑4人列為被告偵辦。依法調查釐清整起案件是否涉及刑事責任。
3月4日，謝國樑指控前基隆市長林右昌於任內未處理該廣場之產權。表示明明是OT案為什麼要增建？因為增建後就有比較多的營業面積收租金不是嗎？但是因為基本上還是OT合約，所以市府只能用OT方式收費。雖然實質變成了增建、營運、移轉，俗稱ROT模式收取商場費用，但是對市府來說，依然還是只有停車場加1樓商場的收入，多餘的權利金完全沒有進入市庫。林右昌則稱，基隆市政府在2023年時即決定不與大日公司續約，期間一至半年可解決產權問題。
3月7號，基隆市政府正式登記東岸廣場2至4樓的產權。NET委任律師批評，基隆地政所不顧該地產權仍在訴訟中即逕自登記，是踐踏法律之舉。
3月8日，山海公民拆樑行動正式啟動2024年基隆市市長謝國樑罷免案。並在罷免理由中，提及東岸商場爭議中的強制換鎖事件。
4月17日，首次開庭，大日律師表示，大日與NET在2017年簽定的契約第1條，載明NET承租範圍是2至4樓，NET既然是承租人，就不可能是所有權人，道理很清楚。此外大日公司提供NET租金折讓，形同為新增建物出資，NET並非獨自出資者。NET委任律師陳義文未出庭，他在庭外表示，東外廣場增建2至4樓，每一筆錢絕對都是NET出的。大日所說的出資，實際上是土地使用權折抵的概念。NET不是土地所有權人，但是建物所有權人，因此要支付類似「地租」的費用。當年增建有很長的興建期，大日為此提供興建期間優惠做為折抵，那是另外一回事，無關出資興建。
5月3日，大日公司對外透過志律法律事務所發出聲明，針對NET主張獨資興建東岸商場增建部分而取得所有權無理由。大日主張，依據民法及最高法院相關判決，增建的3至4樓並沒有獨立出入口，因此增建的部分依然屬於主建物的所有權人，也就是基隆市政府所有。
6月21日，基隆地方法院宣判駁回大日公司訴請市府給付增建2至4樓費用5000萬元，法官認為大日提出兩造間之委託營運契約內容，均未有市府委由大日改建東岸停車場、興建增建物，並由市府負擔必要費用之約定；大日與主富公司簽立的租賃契約及協議書，均為大日與主富公司，關於東岸停車場租賃關係及增建物工程費用分擔的約定，與市府全然無涉。大日提出的基隆市政府建築執照存根查詢系統查詢資料中的拆除執照、建築執照，只能證明主富公司確以市府名義申請執照，無從推認增建改建及費用負擔。基隆市府因而得到訟案首勝。。
8月7日，主富公司（NET）提出的「行政假處分」遭台灣民事庭昨天裁定駁回，基隆市府得到訟案二連勝。
8月13日，主富公司（NET）提出的「行政假處分」聲請遭台灣高等行政法院裁定駁回，基隆市府因而得到訟案三連勝。。
8月15日，財政部以NET的指控缺乏客觀事證，僅為主觀見解，其指出受到差別待遇、評審過程不公正、增建建物享有所有權等主張均無法成立，因而正式駁回NET（主富公司）針對東岸商場ROT促參案審議結果提出的異議，基隆市府得到四連勝。

### 2025年
1月24日，基隆地方法院駁回NET（主富公司）所主張的東岸商場所有權。
2月19日，基隆地檢署偵結認為犯罪嫌疑不足，不起訴主富公司（NET）提告基隆市長謝國樑等人涉犯加重強盜等罪。

## 相關訴訟與異議

### 大日公司的給付增建費用
東岸停車場前營運商大日公司，請求市府支付東岸商場2至4樓增建費5000萬，並對基隆市政府提起民事訴訟。6月20日，基隆地院認為營運契約內容並未規定市府要負擔必要費用，因此判決大日敗訴，市府不須支付增建費。

### 主富公司的民事假處分
主富公司主張商場2到4樓為其出資增建，擁有所有權，對法院聲請民事假處分。8月7日，法院認為主富公司沒有提出假處分的急迫性的證明外，主富公司也有請求賠償的救濟手段，不屬於「不可彌補之重大損害」，因此駁回NET的假處分聲請，NET不得向市府主張東岸商場之權利。

### 主富公司的行政假處分
主富公司主張東岸商場的權利受侵害，因此對高等行政法院聲請行政假處分。8月13日，法院認為以目前事證，無法判斷主富公司最終勝訴的可能性較高；且市府決定具高度公益性，無法認定主富公司因假處分所得的利益，有裁准主富公司聲請的必要，因此駁回主富公司的假處分聲請。

### NET主富公司對財政部的異議
NET主張東岸商場的促參案不公平、並有有增建部份的所有權，以此為由向財政部提出異議。8月15日，財政部以NET並未對促參案與所有權即時聲請異議、並尊重促參案甄審委員為由，駁回NET的異議。